# Jüdische Korrespondenz
Die Jüdische Korrespondenz erschien von 1915 bis 1920 mit dem Beititel Wochenblatt für jüdische Interessen. Die wöchentlich erscheinende Zeitung hatte zunächst ein Format von 41,5 × 25 cm (2°), von 1919 bis 1920 28 × 19 cm (4°).
Gedruckt wurde die Zeitung in der von Samuel Grünhut geleiteten Buchdruckerei Melantrich in Wien. 1917 wurde in der Genossenschafts-Buchdruckerei gearbeitet.
Die Zeitung war die Vorgängerin der Jüdischen Presse. Organ die für Interessen des orthodoxen Judentums, die von 1920 bis 1938 wöchentlich unter wechselnden Verlegern erschienen ist.

## Impressum
- Jonas Kreppel (Herausgeber und verantwortlicher Redakteur): Er wurde am 25. Dezember 1874 in Drohobycz (Österreichisch-Galizien) geboren, erlernte das Buchdruckerhandwerk und bildete sich als Autodidakt weiter zum Redakteur und Publizisten deutschsprachiger, jiddischer, polnischer und hebräischer Zeitungen und Zeitschriften in Drohobycz, Krakau und schließlich in Wien. Hier trat er zu Beginn des Ersten Weltkrieges in den österreichischen Staatsdienst als Pressesprecher des Auswärtigen Amtes, nach dem Krieg des Bundeskanzleramtes ein. Von 1915 bis 1920 redigierte und edierte Jonas Kreppel die Jüdische Korrespondenz. Nach der Annexion Österreichs durch Deutschland wurde Jonas Kreppel in den Konzentrationslagern Dachau und Buchenwald inhaftiert und am 21. Juli 1940 ermordet. Seine Asche ruht auf dem Wiener Zentralfriedhof / Israelitische Abteilung.
- Ab 13. Juni 1919 war die Jüdische Korrespondenz im Eigentum einer Societät.